# Victorinos (telenovela)
Los Victorinos fue una telenovela producida por  RTI Televisión  para Telemundo entre 2009 y 2010 la cual fue grabada en la ciudad de Medellín principalmente y en Bogotá. Es una nueva versión de la serie colombiana Cuando quiero llorar no lloro de 1991 a la vez que es una adaptación del libro Cuando quiero llorar no lloro del escritor Venezolano Miguel Otero Silva. Fue protagonizada por Mauricio Ochmann, Roberto Manrique, Arap Bethke y Francisco Bolívar interpretando a los victorinos, con las actuaciones estelares de  Jacqueline Márquez, Carolina Sepúlveda, entre otros.
El título está tomado de un verso del poema "Canción de otoño en primavera", escrito por el poeta nicaragüense Rubén Darío.

## Reparto

### Personajes principales
- Mauricio Ochmann - Victorino Mora Céspedes
- Arap Bethke - Victorino Gallardo Botero
- Roberto Manrique - Victorino Manjarres Martinez
- Francisco Bolívar - Victorino Pérez

### Personajes secundarios
- Jacqueline Márquez - Victorina Cruz
- Carolina Sepúlveda - Victorina Salinas
- Sara Corrales - Victorina Fernández
- Diana Jaramillo - Fernanda, Amiga de Victorina Fernández
- Silvia de Dios - Ángela Botero de Gallardo
- Juan Carlos Salazar - Alejandro Gallardo
- Ximena Duque - Diana Gallardo
- Carina Cruz - Claudia García
- Liliana González de la Torre - Lina María Céspedes
- Noelle Schonwald - Martina Martínez de Manjarrés
- Gustavo Angarita Jr. - Efraín León Manjarrés Aguado
- Jéssica Sanjuán - Julieta Manjarrés/Dayanna
- Angelica Ospina Enfermera
- Edwin Fabián Vanegas - Hugo Manjarrés
- Lucho Velasco - Víctor Hugo Mora "Torhugo"
- Isabel Cristina Estrada - Gloria Pérez
- Sebastián Boscán - Francisco/Franchesca Pérez
- Mijail Mulkay - Julián Pérez
- César Mora - Manolo Pérez
- Andrea Martínez - Isabella Dominguez Gallardo
- Julián Farietta - Camilo Hernández
- Jersson Martínez - Juan Carlos Manjarres
- Gary Forero - Rafael Hernández
- Linda Baldrich - Karen Hernández/Macarena
- Carlos Rodríguez - Miguel Sánchez
- Alexander Martínez Ruiz - Sebastián Hernández
- Andrés Mendoza - Daniel Gallardo
- Juanita Humar - Amparo Hernández
- Norma Nivia - Cristina Sánchez
- Indhira Serrano - Yesenia Cadavid
- María Margarita Giraldo - Aurora Gallardo
- Teresa Gutiérrez - Aurora Gallardo (mayor)
- Julio Pachón - Federico Bastidas
- Sebastián Devia - Carlos Mora
- Stefanía Gómez - Leonor Pérez
- Clemencia Velásquez - Doña Soledad de Martínez
- Daniela Barrios - Milena Sánchez (joven)
- Sebastián Amariles - Victorino Manjarres (niño)
- George Slebi - Sebastian el falso novio de Gloria
- Pedro Pérez - Victorino Gallardo (joven)
- Harold Córdoba - El guardián de la cárcel, "Cancerbero"
- Consuelo Luzardo - La Muerte "La Parca"
- Valentina Lizcano - Milena Sánchez/Sasha
- Juan David Agudelo - Jonathan
- Marvin Amariz - Diego
- Karina - Modesta Longoria
- Fernando Arango - Marcos
- Patricia Bermúdez - Valeria/Abril
- Alejandro Tamayo - Carlos Alonso Betancourt
- Ilja Rosendahl
- Hernán Alvarez - "Mapache"
- Gonzalo Sagarminaga - Chalo
- Mauro Donetti - Philippe Dumont
- Victor Hugo Ruiz - Mauricio Castro
- Gustavo Corredor - Magnate hotelero Miguel Ángel Crostwite
- Humberto Arango - Sherlom García
- Claude Pimont - Profesor Norman Ragner
- Víctor Luis Zuñiga - Bruno Olivarez
- Frank Beltrán - "Carnicero"
- Mauricio Bastidas - Emerson Hernández
- Julián Díaz - "Melao"
- Jaime Correa - "Dedos calientes"
- Giovanny Galindo - Joaquín Vargas "Medio Muerto"
- Freddy Ordóñez - Antonio Robayo
- Miguel Varoni - Martin Acero/Ricardo de la Fuente "La araña" o "El hierro"
- Stephania Hurtado - Juliet
- Javier Saénz - Capitán Aristizabal
- Ana María Kamper - Myriam de Salinas
- Guillermo Villa - Padre Pernía
- Adelaida López - Violeta
- María Emilia Kamper- Margarita
- Maia Landaburu - Maya Ragner
- Juan Carlos Serrano Rima - Capitán Marcos Birman
- Oscar Salazar - Antonio Varoni "El tetris"
- Oscar Borda - Antonio Durán "Pantera"
- Eileen Abad - Lucía
- Evelyn Santos - Carolina, "la amante del Capitán Marcos Birman"
- Dra. Ana María Polo - Ella Misma
- Víctor Hugo Morant - El fraile
- Emerson Yáñez - Carlos Sánchez "El Topo"
- Juan Carlos Solarte - Capitán Salas
- Alejandra Pinzón - Samantha Rojas
- Lady Noriega- Vecina Dolores
- Leonardo Acosta - Eduardo
- David Cantor - Puerto del Clan Gallardo
- Julián Mora - Malteada"
- William Cabezas - Oficial Samudio"
- Arcenio Roberto Valderrama - Oficial Arias"
- Javier Cardozo - Capitán Rocha"
- Juan Carlos Pérez Almanza - "Asistente de Tanatos - Aparece en los Últimos Capítulos 147-153"
- Don Gellver - "Fabio Vaca"

### Actuaciones especiales que también hicieron parte de la versión de 1991
- Ramiro Meneses - "Tanatos"
- Ricardo Gómez - Jorge "Georgie"
- David Guerrero - Óscar, asistente del magnate hotelero Miguel Ángel Crostwite
- Edgardo Román - Cervantes
- Horacio Tavera - Capitán Sastoque

## Crossover conMás sabe el diablo
En la telenovela hace su aparición Martín Acero alias El Hierro (interpretado por Miguel Varoni), como un antiguo socio de Alejandro Gallardo buscando venganza, aunque al principio se le conoce como La Araña, alias que tenía el personaje original de Eduardo Carbonell (interpretado por Víctor Mallarino) en ¿Por qué diablos? de 1999.

## Premios y nominaciones

### Premios People en Español 2009
| Categoría   | Persona     | Resultado |
| ----------- | ----------- | --------- |
| Mejor Actor | Arap Bethke | Nominado  |